# Betta channoides
Betta channoides — тропічний прісноводний вид риб з родини осфронемових (Osphronemidae), підродина макроподових (Macropodusinae).
Видова назва є посиланням на наукову назву риб-змієголовів з роду Channa, яких Betta channoides нагадує формою голови.
Належить до групи видів Betta albimarginata, що включає 2 схожих види з острова Калімантан: B. albimarginata та B. channoides.

## Опис
Це дрібний вид, менший за більшість видів бійцівських рибок, що інкубують ікру в роті. Максимальний розмір акваріумних популяцій становить близько 5 см.
Риби мають широку плоску голову, тіло також широке. Спинний плавець починається лише трохи позаду початку анального плавця. У спинному плавці 3 твердих і 7-8 м'яких променів, в анальному плавці 12 твердих і 11-13 м'яких променів.
Betta channoides — один з небагатьох барвистих видів бійцівських рибок, що інкубують ікру в роті. Дорослі самці мають чудове червоне забарвлення тіла та непарних плавців, спина із золотавим відтінком. Хвостовий, спинний, анальний та черевні плавці ближче до краю мають чорну смугу з яскравою білою зовнішньою облямівкою.
Під час інкубації ікри яскраві кольори в забарвленні самця згасають. Він стає червонувато-коричневим, на тілі можуть з'являтися три смужки; біла облямівка плавців не виглядає такою яскравою.
Самці більші за самок, мають ширшу голову та яскравіше забарвлення. Забарвлення самок світло-сіре з нерегулярними темними вертикальними смугами, що з'являються при збудженні; плавці червонувато-коричневі. Облямівка на плавцях присутня, але набагато вужча, ніж у самців. В агресивному настрої самки повністю змінюють свій колір: непарні плавці стають матово-червоними, а тіло суцільно коричневим.

## Поширення
Вид поширений в басейні річки Магакам (індонез. Sungai Mahakam), що в індонезійській провінції Східний Калімантан.
Засвідчена наявність виду лише в трьох відомих місцях; орієнтовна територія районів поширення становить 12 км², а загальна площа ареалу 76 км².
B. channoides зустрічається в лісових «чорноводних» струмках з кислою водою. Зазвичай тримається біля берегів на мілководді серед шару затопленого водою опалого листя або коріння прибережних рослин.
Поки немає кількісних оцінок тенденції чисельності популяції виду. Загрозу для нього становить лісозаготівля та розчищення лісових масивів під плантації олійної пальми та насадження комерційних порід дерев, а ще вилов риб для акваріумної торгівлі. Однак серйозність впливу цих факторів невідома.

## Розмноження
Батьківське піклування про потомство в Betta channoides полягає в інкубації ікри в роті. Як і в інших лабіринтових риб, ікра відкладається в обіймах. Справжньому спаровуванню передують «марні» обійми. Їх часто можна спостерігати за кілька днів до самого нересту. Ініціює початок нересту зазвичай самка. Вона підпливає до самця й провокує його на обійми. Риби відкладають порцію ікри. Самка першою виходить із нерестового заціпеніння й збирає ротом ікру. Тоді риби стають близько одна від одної, й самка випльовує перед самцем 1-3 ікринки, а той підбирає їх ротом. Процес повторюється, поки самка не відкладе всю ікру.
Інкубація ікри — це справа самця. Після закінчення інкубаційного періоду він випускає повністю сформованих мальків, які вже вільно плавають.

## Утримання в акваріумі
Вид періодично зустрічається в акваріумній торгівлі, де він користується хорошим попитом.
У 50-літровому видовому акваріумі можна тримати групу з 7-10 риб, серед яких є самці та самки. В акваріумі мають бути схованки: корчі, глиняні печери, горщики для квітів, шкаралупа кокосового горіха тощо. Рослинність складається з криптокорин та анубіасів, плавуча рогова папороть затіняє акваріум згори. Можна тримати Betta channoides й у спільному акваріумі разом із дрібними короповими, такими як Boraras urophthalmoides або Trigonostigma hengeli. У порівнянні з іншими видами, B. channoides — дуже мирна й майже непомітна риба.
Параметри води не критичні, їх можна підтримувати в межах pH 6-7, GH 3-7 °dH, KH 0-2 °dH, більш низькі показники є кращими для розведення. У той же час Betta channoides дуже чутлива до коливань рН, це слід враховувати при перевезенні та переселенні риб. Температура води може становити 23-25 °C. Зміну води проводять регулярно невеликими порціями (не більше 20 %). Фільтрацію здійснюють з використанням торфу.
Риб годують живими та замороженими кормами, зокрема личинками комарів, наупліусами артемій. Можуть приймати також кормові гранули невеликого розміру, якщо їх змалечку привчити до такого корму.
За нормальних умов утримання риби нерестяться в тому ж акваріумі, де вони утримуються. Якщо в акваріумі є сусіди, краще відсадити пару до окремого нерестовища.
За декілька днів до нересту в самки з'являється дуже контрастне забарвлення: все тіло стає кремовим, стають помітними шість темно-коричневих вертикальних смуг, непарні та черевні плавці стають винно-червоними, чорна та біла облямівка плавців виглядає чіткішою, стають помітними три додаткових темно-коричневих смужки, що відходять від ока. У відповідь на такі зміни самець розправляє плавці й демонструє подрузі свою красу. Крім того, змінюється поведінка самки. Вона стає агресивною до представників свого виду, особливо інших самок, гаряче захищає свого самця та майбутнє місце нересту.
Самець виношує приплід 16-20 днів. Зазвичай він дуже тихо стоїть між листям рослин і ледве рухається. Потрібно надати йому на цей час спокій і краще відокремити від інших риб. Під час інкубації самець має «товсті щоки», особливо в перші кілька днів. Коли вилупляться личинки, обсяг горлового мішка зменшується, а, коли мальки в роті підростуть, — знову збільшується. Батько випускає виводок протягом декількох годин. Про наближення цього моменту свідчить його неспокійно поведінка.
Темно-коричневі мальки свої перші дні проводять біля поверхні води, рухаються мало, ховаються між плавучими рослинами. Одні відразу здатні впоратись з наупліусами артемій, іншим перші кілька днів потрібні інфузорії-туфельки. Чисельність кладки залежить від віку батьків, від молодих риб можна отримати близько 10 мальків, від старших — близько 40. Рекомендується вирощувати мальків окремо від дорослих риб. До досягнення розміру 24 мм малеча чутлива до значних змін води. Однак, якщо мальки пережили цей критичний час, надалі їх можна привчати до твердішої води. У віці 4-6 місяців молоді рибки вже можуть розмножуватись.